# Loiza Lamers
Loiza Lamers (Wageningen, 9 januari 1995) is een Nederlands model en ondernemer, opgegroeid in Driel. Lamers won in 2015 het televisieprogramma Holland’s Next Top Model.

## Jeugd
Loiza doorliep haar lagere school in Driel (De Meander, 1999-2007). Daarna volgde de middelbare school in Arnhem (Montessori College Arnhem, 2007-2010).
Op tienjarige leeftijd werd Lamers in 2005 gevolgd voor een documentaire van Charlotte Hoogakker, getiteld Van Lucas naar Luus die haar transitie volgde van jongen van zeven naar meisje van tien. Ze was na de diagnose genderdysforie bezig met de transitie via het VU Medisch Centrum. Een uitgebreid psychologisch onderzoek, medische behandelingen en allerlei levensbeperkingen (bijvoorbeeld niet roken, niet drinken, geen gewichtstoename etc.) werden haar deel. Bovendien moest ze toen al denken aan de toekomst. Het bleef haar tot haar achttiende bezighouden.
Aansluitend op de middelbare school begon ze aan een kappersopleiding aan het ROC Arnhem (2010-2013) en daarna volgde nog een grimeursopleiding aan dezelfde instelling (2013-2016). Eigenlijk wilde ze stewardess, musicalster, actrice met voorbeeld Romy Schneider (vanwege de kleding uit haar uit Sissi-films) en onderwijzeres worden, maar ze kon als kapster op haar veertiende al aan het werk in een kapsalon van haar tante.

## Loopbaan
Een gesprek over deelname aan I Can Make You a Supermodel leidde in 2015 tot deelname aan het achtste seizoen van het televisieprogramma Holland's Next Top Model. Ze won, maar wees het daarbij gewonnen modellencontract van Touché Models af. Als voorbeeld gold model Gigi Hadid. Ze was daarmee de eerste transgender ter wereld die een dergelijke titel in de wacht sleepte.
In 2017 maakte Lamers voor het tweede seizoen van de Amerikaanse tv-serie I Live with Models haar acteerdebuut. In mei 2017 werd Lamers de eerste transgender vrouw op de FHM500-lijst. In november 2017 werd Lamers getroffen door een herseninfarct.
In 2018 was Lamers een van de deelnemers van het negentiende seizoen van het RTL 5-programma Expeditie Robinson, ze viel als zestiende af en eindigde op de 6e plaats. In 2018 werd ze ambassadrice van het Aidsfonds; ze vaart vanaf dan regelmatig mee met de Canal Parade.
In 2019 deed Lamers samen met Anouk Hoogendijk mee aan het televisieprogramma De gevaarlijkste wegen van de wereld. In 2020 presenteerde ze een van de afleveringen van Nu we er toch zijn over Pride Amsterdam, uitgezonden door BNNVARA.
In 2021 was ze een van de deelnemers in het eerste seizoen van het RTL 4-programma De Verraders. Hierbij bracht Lamers het tot de finale, waarbij zij eindigde op de 3e plaats. Hetzelfde jaar presenteerde ze samen met Rijk Hofman het tv-programma Singletown en was Lamers een van de acht terugkerende oud-deelnemers van het 21e seizoen van het RTL 4-programma Expeditie Robinson, maar vanwege medische redenen verliet ze als achtste deelnemer het programma en eindigde daarmee op de negentiende plaats. Ook bracht ze samen met haar moeder (met wie ze een innige band heeft) Loiza uit; een verhandeling over haar transitie; voorts zond Videoland de documentaire Altijd al Loiza uit.
In 2022 was Lamers een van gemaskerde zangers in het Nederlandse televisieprogramma The Masked Singer, ze viel in haar zeemeerminkostuum in de zesde aflevering af. In datzelfde jaar presenteerde ze zelf onder de hoede van Simone van den Ende Holland’s Next Top Model. In september 2023 was Lamers gastpanellid in het RTL 4-programma DNA Singers. In oktober van datzelfde jaar was ze te gast in het televisieprogramma Ik hou van Holland.
Het jaar daarop startte ze op 14 oktober haar interactieve theaterprogramma Puur Loiza.
In 2024 deed Lamers mee aan het televisieprogramma Weet Ik Veel. In datzelfde jaar deed ze samen met Do mee aan het televisieprogramma Hunted: Into the Wild VIPS. Ook deed Lamers in 2024 mee aan de televisieprogramma’s Het perfecte plaatje en Oh, wat een jaar!. In 2025 deed Lamers mee als dragqueen aan het televisieprogramma Make Up Your Mind.

## Privé
Lamers is verloofd met haar vriend.
- Virtual International Authority File: 3740156223617805400002
- WorldCat: E39PBJq6Y9T8WJfQxHjJCTVpyd